# Nazionale maschile under 15 di baseball della Russia
La nazionale maschile under 15 di baseball russa rappresenta la Russia nelle competizioni internazionali di età non superiore ai quindici anni.

## Piazzamenti

### Europei
- 1995 :  3°
- 1996 :  2°
- 2000 :  2°
- 2004 :  3°
- 2007 :  3°
- 2008 :  2°
- 2009 :  2°
- 2012 :  3°